# Електричка

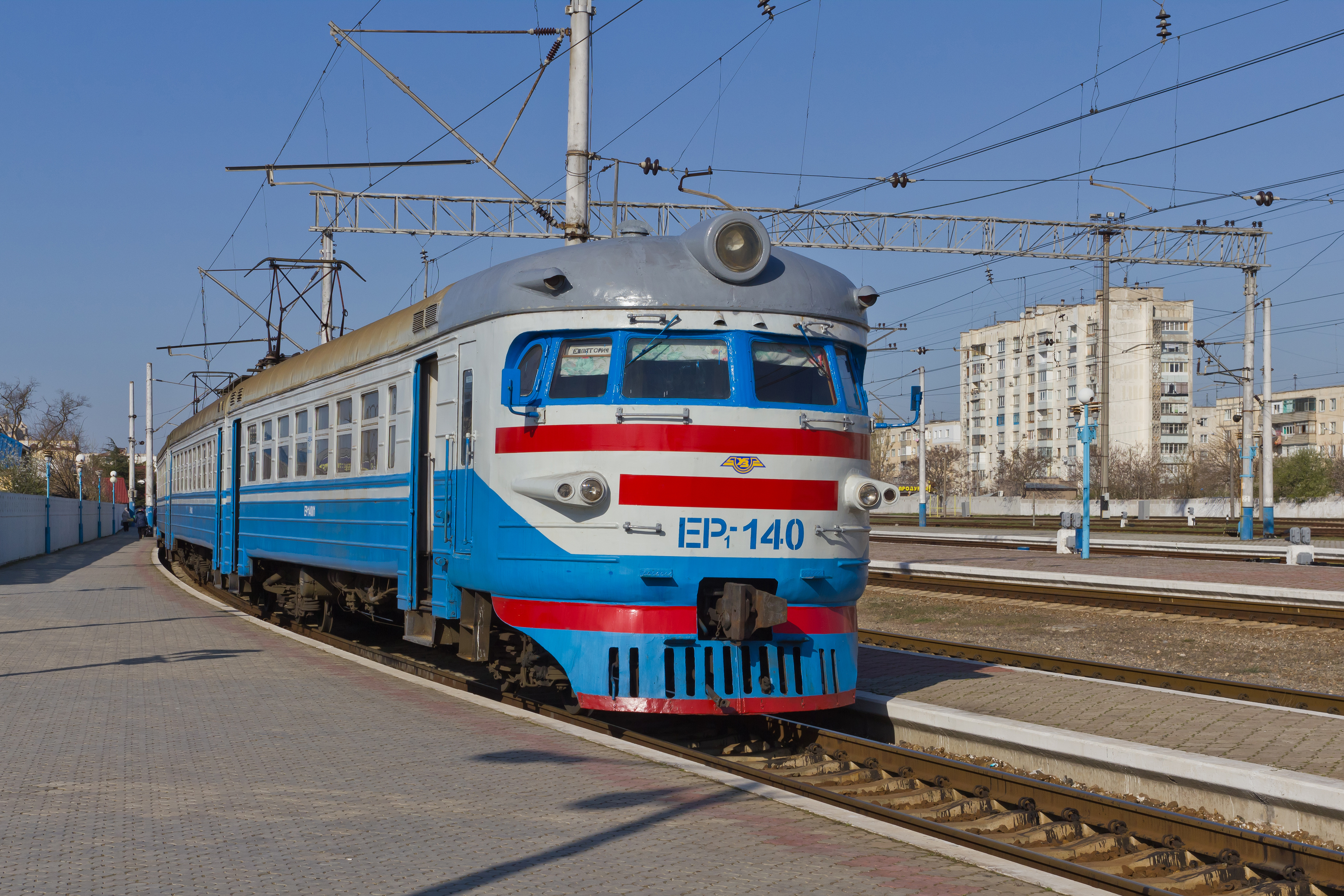
Українська електричка

Електричками переважно у народі називають електропоїзди, але часом така назва переноситься на інші види міських і приміських поїздів, а також на поїзди локомотивної тяги далекого сполучення, що обладнані місцями для сидіння без надання спальних місць. Офіційно це слово можна зустріти в назві Київська кільцева електричка (до 2022 — Київська міська електричка) як складова проєкту Kyiv City Express.

## Міська електричка
Міська електричка — один з видів залізничного транспорту міської агломерації, який використовується як міський, приміський та близький міжміський транспорт. Міська електричка займає проміжне положення між міським громадським транспортом і класичними приміськими поїздами та використовує звичайні залізничні лінії в межах і за містом, при цьому не рідко має і виділені шляхи.
Тепер такі чи подібні системи перевезення пасажирів діють у різних країнах під різними назвами. В Україні — City Express, у Білорусі діють Мінські міські лінії, в Росії — Московське центральне кільце і Московські центральні діаметри, в Німеччині, Австрії і Швейцарії — S-Bahn, в Данії — S-tog, у Франції — RER.